# القانون الثاني للديناميكا الحرارية
ينص القانون الثاني للثرموديناميكا على أن الأنتروبي الكلية لنظام معزول يمكنها أن تزداد مع مرور الوقت أو أن تظل ثابتة في الحالات المثالية عندما يكون النظام في حالة ثابتة أو يمر بعملية انعكاسية. تعبر الزيادة في الأنتروبي عن ان جميع الانظمة تحدث بها عمليات لا انعكاسية.
تاريخيا، فإن القانون الثاني كان عملية تجريبية حتى تم الموافقة عليه كحقيقة مسلمة.
تم التعبير عن القانون الثاني بطرق مختلفة. التعبير الأول له تم عن طريق العالم الفرنسي كارنو في عام 1824 والذي أوضح أن هناك حد أعلى لكفاءة تحويل الحرارة إلى شغل في محرك حراري.

## مقــدمة
يقدم القانون الأول للديناميكا الحرارية التعريف المبدأي للطاقة الداخلية المتعلقة بكل أنظمة الديناميكا الحرارية، كما أنه يبرز قاعدة تحويل الطاقة.  يرتبط القانون الثاني مع اتجاه العمليات الطبيعية. يؤكد القانون الثاني على أن العملية الطبيعية تسير في اتجاه واحد وليست انعكاسية.  فعلى سبيل المثال تسير الحرارة تلقائيا من الجسم الساخن إلى الجسم البارد وليس العكس إذا لم يؤثر شغل خارجي على النظام.
في عملية انعكاسية تخيلية، فإنه يوجد زيادة متناهية الصغر مقدراها (dS) للنظام وتنتج عن الانتقال للحرارة مقدراها (δQ) إلى النظام المغلق تعرف بدرجة حرارة النظام وكمية الحرارة التي تنتقل من المحيط إليه:
{\displaystyle \mathrm {d} S={\frac {\delta Q}{T}}\,\,\,\,\,\,\,\,\,\,\,\,\,\,\,\,\,\,\,\,\,\,\,}
(نظام مغلق، عملية انعكاسية مثالية تخيلية)
تستخدم الترميزات المختلفة للكميات متناهية الصغر من الحرارة (δ) وكميات الأنتروبي (d) لان الأنتروبي هي دالة حالة بينما الحرارة مثل الشغل ليست كذلك. يتطلب القانون الثاني أن الزيادة في الأنتروبي تكون أكبر من الكمية الأخرى في حالة عدم انتقال للمادة من النظام إلى المحيط:
{\displaystyle \mathrm {d} S>{\frac {\delta Q}{T}}\,\,\,\,\,\,\,\,\,\,\,\,\,\,\,\,\,\,\,\,\,\,\,}
(نظام مغلق، عملية حقيقة، غير انعكاسية)

ينتج هذا لانه من الممكن أن يؤثر شغل خارجي على النظام لواسطة المحيط الذي يكون له تأثير لزوجة وتأثير احتكاك على النظام، كما ان الحرارة المنتقلة تحدث بطريقة غير انعكاسية نتيجة وجود اختلاف في درجة الحرارة.
القانون الصفري للديناميكا الحرارية يسمح بإدراك أن أي جسمين في حالة إتزان حراري يكون لها نفس درجة الحرارة. يسمح القانون الثاني بمقياس درجة حرارة متميز وهو درجة الحرارة المطلقة التي لا تعتمد على خواص أي جسم مرجعي.

## منطوق القانون الثانى
يمكن التعبير عن القانون الثاني بصور مختلفة. المنطوق الأكثر شهرة هو منطوق كلازيوس 1854، لورد كيلفن 1851 ومنطوق كونستانتن (Constantin Carathéodory) 1909).

### مبدأ كارنو
الأصل التاريخي للقانون الثاني هو مبدأ كارنو. فهو يشير إلى محرك كارنو الحراري الذي يعمل في نظام شبه ثابت لذلك فإن الحرارة والشغل تنتقل بين نظامين الحالة الداخلية لهم متزنة حراريا. محرك كارنو هو جهاز مثالي له اهتمام خاص بالمهندسين المهتمين بكفاءة المحركات الحرارية. قام كارنو بإعادة تعريف مبدأه عندما تم إنشاء نظرية السيال الحراري قبل التعرف على القانون الأول وقبل ظهور التعريف الرياضي للإنتروبي. في ضوء تفسير القانون الثاني فإنه فيزيائيا يساوي القانون الثاني وحتى الآن فهو متاح. ينص على: كفاءة دورة كارنو الانعكاسية أو الشبه ثابتة تعتمد فقط على درجة حرارة الخزانين الحرارين أيا كانت المادة العاملة. محرك كارنو الذي يعمل بهذه الطريقة هو أفضل محرك من حيث الكفاءة يستخدم درجات الحرارة هذه.

### منطوق كلازيوس
اوجد العالم الألماني كلازيوس القانون الثاني للديناميكا الحرارية عام 1850 عن طريق البحث في العلاقة بين انتقال الحرارة والشغل. تم إطلاق منطوقه عام 1854 وسمي باسمه منطوق كلازيوس.
يستخدم منطوق كلازيوس مبدأ مسار الحرارة حيث أنه لا يمكن للحرارة تلقائيا ان تنتقل من الجسم البارد إلى الجسم الساخن دون بذل شغل خارجي على النظام. فعلى سبيل المثال في الثلاجة تنتقل الحرارة من البارد للساخن ولكن باستخدام شغل خارجي.

### منطوق كيلفن
عبر كيلفن عن القانون الثاني كلأتي:
من المستحيل استخلاص تأثير ميكانيكي من أي مادة عن طريق تبريدها إلى درجة حرارة تحت أقل درجة حرارة لمادة بجوارها.

### مساواة منطوق كلازيوس وكيلفن

Derive Kelvin Statement from Clausius Statement

نفرض ان هناك محرك يعمل بمنطوق كيلفن حيث يحول الحرارة إلى شغل وتم توصيله بمحرك كارنو كما هو مبين بالشكل، فإن المحرك الجديد الناتج عن هذا يقوم بنقل الحرارة من الخزان البارد إلى الخزان الساخن الذي ينتهك منطوق كلازيوس.
{\displaystyle \Delta Q=Q\left({\frac {1}{\eta }}-1\right)}

### افتراض بلانك
عرض بلانك هذا الافتراض والذي يمكن اعتباره احيانا منطوقه للقانون الثاني ولكنه اعتبره نقطة البداية لاستنتاج القانون الثاني.
من المستحيل إنشاء محرك يعمل في دورة كاملة ولا ينتج عنه تأثير سوى زيادة الوزن وتبريد الخزان الحراري.

## بديهيات

### الحركة الدائمة للنوع الثاني
قبل نشاة القانون الثاني كان الكثير من الناس مهتمين في إنشاء آله ذو حركة دائمة حاولوا التحايل على القانون الأول عن طريق إخراج طاقة داخلية كبيرة من البيئة كمصدر طاقة للآلة. هذه الآله كانت ستسمى بالآله دائمة الحركة من النوع الثاني ولكن القانون الثاني أفشل ذلك.

### نظرية كارنو
نظرية كارنو 1824 هي مبدأ يوضح أن هناك حد لأقصى كفاءة يمكن استخراجها من أي محرك. تعتمد هذه الكفاءة على فرق درجات الحرارة بين الخزان الحراري الساخن والبارد.
نظرية كارنو تنص على:
- جميع المحركات الحرارية غير الانعكاسية التي تعمل بين خزانين حرارين تكون أقل كفاءة من محرك كارنو يعمل بين نفس الخزانين.
- جميع المحركات الحرارية الانعكاسية التي تعمل بين خزانين حرارين لها نفس كفاءة محرك كارنو الذي يعمل بين نفس الخزانين.

في نموذجه المثالي: فإنه يمكن استرجاع الحرارة المتحولة غلى شغل عن طريق عكس حركة الدورة والذي يعرف بمدأ الانعكاسية. افترض كارنو أيضا أن بعض الحرارة تفقد ولا تتحول إلى شغل لذلك ليس هناك محرك حقيقي يستطيع العمل على نظرية كارنو الانعكاسية ومن المفترض أن يكون كفاءته أقل من كفاءة كارنو.

### تباين كلازيوس
تنص نظرية كلازيوس 1854 على أنه في عملية دورية يكون:
{\displaystyle \oint {\frac {\delta Q}{T}}\leq 0.}
علامة التساوي توضع في حالة العملية الانعكاسية اما علامة '>' توضع في العملية غير الانعكاسية. تستخدم الحالة الانعكاسية لتقديم دالة الإنتروبي. هذا يكون بسبب أن في العمليات الدورية يكون الاختلاف في دالة الحالة يكون صفر.

### درجة حرارة الديناميكا الحرارية
لأى محرك حراري، تكون الكفاءة:
{\displaystyle \eta ={\frac {W_{n}}{q_{H}}}={\frac {q_{H}-q_{C}}{q_{H}}}=1-{\frac {q_{C}}{q_{H}}}\qquad (1)}
حيث
Wn هو الشغل الصافي للدورة.
.لذلك الكفاءة تعتمد على qC/qH.
تنص دورة كارنو على أنه كل المحركات الانعكاسية التي تعمل بين نفس الخزانات الحرارى ة لها نفس الكفاءة. لذلك أي محرك انعكاسي يعمل بين T1 و T2 يكون له نفس الكفاءة لذلك يمكن القول أن الكفاءة هي دالة في درجات الحرارة فقط
{\displaystyle {\frac {q_{C}}{q_{H}}}=f(T_{H},T_{C})\qquad (2).}
بالإضافة لذلك فإن، محرك حراري انعكاسي يعمل بين T1 و T3 يجب أن يكون له نفس الكفاءة لمحرك يتكون من دورتين إحداهما تعمل بين درجتين T1 و T2 والأخرى تعمل بين T2 و T3.
{\displaystyle f(T_{1},T_{3})={\frac {q_{3}}{q_{1}}}={\frac {q_{2}q_{3}}{q_{1}q_{2}}}=f(T_{1},T_{2})f(T_{2},T_{3}).}
الآن نعتبر ان درجة الحرارة T1 هي درجة حرارة مرجعية ثابتة، درجة الحرارة الثالثة هي للماء. لذلك لأي درجات حرارة T2 و T3:
{\displaystyle f(T_{2},T_{3})={\frac {f(T_{1},T_{3})}{f(T_{1},T_{2})}}={\frac {273.16\cdot f(T_{1},T_{3})}{273.16\cdot f(T_{1},T_{2})}}.}
لذلك إذا تم تعريف درجة حرارة الديناميكا الحرارية على انها: {\displaystyle T=273.16\cdot f(T_{1},T)\,}
لذلك الدالة f والتي تكون دالة في درجات الحرارة تكون:
{\displaystyle f(T_{2},T_{3})={\frac {T_{3}}{T_{2}}},}
ودرجة الحرارة المرجعية T1 سيكون لها قيمة مقدراها 273.16 (يمكن استخدام أي درجة حرارة أخرى لها قيمة موجبة).

### الإنتروبيا
طبقا لمساواة كلازيوس، لأى عملية انعكاسية:
{\displaystyle \oint {\frac {\delta Q}{T}}=0}
{\displaystyle \int _{L}{\frac {\delta Q}{T}}} هذا يعني ان التكامل الخطي لا يعتمد على المسار.
لذلك يمكننا تعريف الإنتروبي التي تساوي:
{\displaystyle dS={\frac {\delta Q}{T}}\!}
يمكننا الحصول على القيمة المطلقة عن طريق إجراء التكامل للمعادلة السابقة. نحتاج إلى القانون الثالث للديناميكا الحرارية الذي ينص على أن S=0 عند الصفر المطلق.
لأي عملية غير انعكاسية، منذ ان الإنتروبي هي دالة حالة، يمكننا الربط بين الحالة الابتدائية والنهائية بعملية انعكاسية تخيلية وإجراء التكامل على المسار لحساب الفرق في الإنتروبي.
الآن نعكس العملية الانعكاسية ونجمعها مع العملية الغير انعكاسية. وبتطبيق مبدأ عدم التساوي لكلازيوس على هذه الدورة:
{\displaystyle -\Delta S+\int {\frac {\delta Q}{T}}=\oint {\frac {\delta Q}{T}}<0}
لذلك: {\displaystyle \Delta S\geq \int {\frac {\delta Q}{T}}\,\!}
حيث التساوي يظهر عندما تكون العملية انعكاسية
إذا كانت العملية اديباتيكية فإن:
{\displaystyle \delta Q=0},
لذلك تكون {\displaystyle \Delta S\geq 0}.

## الأنظمة الميكرونية
نظريات الحرارة وبالتالي القانون الثاني للحرارة تتعلق بالأنظمة الكبيرة المكونة من عدد كبير من الذرات أو الجزيئات والمتميزة بدرجة حرارة معينة. فعلى سبيل المثال في نظام يحتوي على جزيئين فقط توجد احتمال لكي يعطي الجزيء البطيء (البارد) طاقة إلى جزيء سريع (ساخن). فمثل هذا النظام يخرج من إطار دراسة الديناميكا الحرارية ويمكن دراستها في إطار الديناميكا الحرارية الكمومية وباستخدام الديناميكا الإحصائية. في أي نظام معزول ويحتوي على عدة بيكوجرام من المادة يصبح احتمال مشاهدة انخفاض في الإنتروبية تكاد تكون معدومة. هذا ما صرح به الفيزيائي الروسي ليف لانداو.

## انتشار الطاقة
يتعامل القانون الثاني للحرارة مع الحرارة والضغط والإنتروبيا والاتجاه الذي يسير فيه عملية من العمليات الحرارية. وعلى سبيل المثال: فالقانون الثاني ينص على عدم إمكانية انتقال الحرارة من جسم بارد إلى جسم ساخن، بل العكس هو الصحيح أن الحرارة تنتقل من الجسم الساخن إلى الجسم البارد. كما يقول أيضا أن الطاقة المركزة الموجودة في نظام معزول تنتشر وتتوزع فيه بالتساوي مع مرور الزمن. أي أن انتشار الطاقة في نظام يعني ان الاختلافات في تركيز الطاقة تميل أن تختفي بمرور الوقت، فتتساوى درجة الحرارة، ويتساوى الضغط، وتتساوي الكثافة. كما يمكن القول بأن الانتروبيا - وهي إحدى تلك الخصائص - يمكن أخذها مقياس لانتشار الطاقة أو الحرارة. وعلى ذلك فالقانون الثاني للحرارة يتعلق بالإنتروبيا.

## الصيغة الرياضية للقانون الثاني للحرارة
صاغ العالم الألماني رودولف كلاوسيوس عام 1856 ما أسماه القانون الثاني للديناميكا الحرارية في الشكل التالي:
{\displaystyle \int {\frac {\delta Q}{T}}=-N}
حيث:
Q كمية الحرارة، وتقاس بالجول،
T درجة الحرارة، وتقاس ب كلفن.
N «كمية مكافئة» لجميع التحويلات المجهولة في عملية دورية. ثم قام عام 1865 بتعريف «الكمية المكافئة»
إنتروبيا. وعلى أساس هذا التعريف قدم كلاوسيوس في نفس العام بتقديم الصيغة الشهيرة خلال محاضرة في الجمعية الفلسفية بزيوريخ المنعقدة في 42 أبريل حيث قال في ختام محاضرته:
 تميل الإنتروبية في الكون إلى نهاية عظمى
ويعتبر هذا النص أشهر نص للقانون الثاني. ونظرا للتعريف الواسع الذي يتضمنه هذا القانون، حيث يشمل الكون كله من دون أي تحديد لحالته، سواء كان كونا مفتوحا أو مغلقا أو معزولا لكي تنطبق عليه صيغة القانون، يتصور كثير من الناس أن الصيغة الجديدة تعني أن القانون الثاني للحرارة ينطبق على كل شيء يمكن تصوره.ولكن هذا ليس صحيحا فالصيغة الجديدة ماهي إلا تبسيط لحقيقة أعقد من ذلك.
وبمرور السنين اتخذت الصيغة الرياضية للقانون الثاني للديناميكا الحرارية في حالة نظام معزول تجري فيه تحولات معينة الشكل التالي:
{\displaystyle {\frac {dS}{dt}}\geq 0}
حيث:
S الانتروبي (entropy)،:t الزمن.

## أنظر أيضا ً
- القانون الأول للديناميكا الحرارية
- القانون الثالث للديناميكا الحرارية
- إنتروبيا
- انتروبيا والحياة
- مبدأ أقل طاقة
- دورة كارنو
- كفاءة حرارية
- ترموديناميك
- قوانين الديناميكا الحرارية
- مقاومة التلامس الحراري
- عملية كظومة
- معادلات دينامية حرارية
- ترموديناميكا كيميائية
- محركات الحرارة الكمومية